# Попельнастівська сільська рада
| Попельнастівська сільська рада — колишній орган місцевого самоврядування у Олександрійському районі Кіровоградської області з адміністративним центром у с. Попельнасте. Сільській раді підпорядковані населені пункти: - с. Попельнасте |

## Склад ради
Рада складається з 16 депутатів та голови.

### Керівний склад ради
| ПІБ                           | Основні відомості                                                 | Дата обрання | Дата звільнення |
| ----------------------------- | ----------------------------------------------------------------- | ------------ | --------------- |
| Волянський Олег Володимирович | Сільський голова, 1972 року народження, освіта                    | 26.03.2006   | 31.10.2010      |
| Волянський Олег Володимирович | Сільський голова, 1972 року народження, освіта вища, безпартійний | 31.10.2010   | 25.10.2015      |

Примітка: таблиця складена за даними джерела

## Населення
Згідно з переписом УРСР 1989 року чисельність наявного населення сільської ради становила 1417 осіб, з яких 636 чоловіків та 781 жінка.
За переписом населення України 2001 року в сільській раді мешкало 1336 осіб.

### Мова
Розподіл населення за рідною мовою за даними перепису 2001 року:
| Мова       | Відсоток |
| ---------- | -------- |
| українська | 97,15 %  |
| російська  | 2,32 %   |
| молдовська | 0,37 %   |
| білоруська | 0,07 %   |